# Aglaospora profusa
Aglaospora profusa är en svampart som först beskrevs av Elias Fries, och fick sitt nu gällande namn av De Not. 1844. Aglaospora profusa ingår i släktet Aglaospora och familjen Massariaceae.   Inga underarter finns listade i Catalogue of Life.